# Lijst van voetbalinterlands IJsland - Noorwegen
Deze lijst van voetbalinterlands is een overzicht van alle officiële voetbalwedstrijden tussen de nationale teams van IJsland en Noorwegen. De landen hebben tot op heden 30 keer tegen elkaar gespeeld. De eerste ontmoeting was een vriendschappelijke wedstrijd in Reykjavik op 24 juli 1947. Het laatste duel, eveneens een vriendschappelijke wedstrijd, vond plaats op 2 juni 2018 in de IJslandse hoofdstad.

## Wedstrijden
| №  | Plaats    | Datum             | Competitie           | Wedstrijd           | Uitslag |
| -- | --------- | ----------------- | -------------------- | ------------------- | ------- |
| 1  | Reykjavik | 24 juli 1947      | Vriendschappelijk    | IJsland − Noorwegen | 2 − 4   |
| 2  | Trondheim | 26 juli 1951      | Vriendschappelijk    | Noorwegen − IJsland | 3 − 1   |
| 3  | Bergen    | 13 augustus 1953  | Vriendschappelijk    | Noorwegen − IJsland | 3 − 1   |
| 4  | Reykjavik | 4 juli 1954       | Vriendschappelijk    | IJsland − Noorwegen | 1 − 0   |
| 5  | Reykjavik | 8 juli 1957       | Vriendschappelijk    | IJsland − Noorwegen | 0 − 3   |
| 6  | Oslo      | 9 juni 1960       | Vriendschappelijk    | Noorwegen − IJsland | 4 − 0   |
| 7  | Reykjavik | 9 juli 1962       | Vriendschappelijk    | IJsland − Noorwegen | 1 − 3   |
| 8  | Reykjavik | 18 juli 1968      | Vriendschappelijk    | IJsland − Noorwegen | 0 − 4   |
| 9  | Trondheim | 21 juli 1969      | Vriendschappelijk    | Noorwegen − IJsland | 2 − 1   |
| 10 | Reykjavik | 20 juli 1970      | Vriendschappelijk    | IJsland − Noorwegen | 2 − 0   |
| 11 | Bergen    | 26 mei 1971       | Vriendschappelijk    | Noorwegen − IJsland | 3 − 1   |
| 12 | Stavanger | 3 augustus 1972   | WK 1974 kwalificatie | Noorwegen − IJsland | 4 − 1   |
| 13 | Reykjavik | 2 augustus 1973   | WK 1974 kwalificatie | IJsland − Noorwegen | 0 − 4   |
| 14 | Oslo      | 19 mei 1976       | Vriendschappelijk    | Noorwegen − IJsland | 0 − 1   |
| 15 | Reykjavik | 30 juni 1977      | Vriendschappelijk    | IJsland − Noorwegen | 2 − 1   |
| 16 | Oslo      | 14 juli 1980      | Vriendschappelijk    | Noorwegen − IJsland | 3 − 1   |
| 17 | Reykjavik | 20 juli 1984      | Vriendschappelijk    | IJsland − Noorwegen | 0 − 1   |
| 18 | Reykjavik | 9 september 1987  | EK 1988 kwalificatie | IJsland − Noorwegen | 2 − 1   |
| 19 | Oslo      | 23 september 1987 | EK 1988 kwalificatie | Noorwegen − IJsland | 0 − 1   |
| 20 | Reykjavik | 20 juli 1997      | Vriendschappelijk    | IJsland − Noorwegen | 0 − 1   |
| 21 | La Manga  | 31 januari 2000   | Vriendschappelijk    | Noorwegen − IJsland | 0 − 0   |
| 22 | Bodø      | 22 mei 2002       | Vriendschappelijk    | Noorwegen − IJsland | 1 − 1   |
| 23 | Oslo      | 6 september 2008  | WK 2010 kwalificatie | Noorwegen − IJsland | 2 − 2   |
| 24 | Reykjavik | 5 september 2009  | WK 2010 kwalificatie | IJsland − Noorwegen | 1 − 1   |
| 25 | Reykjavik | 3 september 2010  | EK 2012 kwalificatie | IJsland − Noorwegen | 1 − 2   |
| 26 | Oslo      | 2 september 2011  | EK 2012 kwalificatie | Noorwegen − IJsland | 1 − 0   |
| 27 | Reykjavik | 7 september 2012  | WK 2014 kwalificatie | IJsland − Noorwegen | 2 − 0   |
| 28 | Oslo      | 15 oktober 2013   | WK 2014 kwalificatie | Noorwegen − IJsland | 1 − 1   |
| 29 | Oslo      | 1 juni 2016       | Vriendschappelijk    | Noorwegen − IJsland | 3 − 2   |
| 30 | Reykjavik | 2 juni 2018       | Vriendschappelijk    | IJsland − Noorwegen | 2 − 3   |

## Samenvatting
| Competitie        | Totaal gespeeld | Winst IJsland | Gelijk | Winst Noorwegen | Doelsaldo IJsland – Noorwegen |
| ----------------- | --------------- | ------------- | ------ | --------------- | ----------------------------- |
| WK-kwalificatie   | 6               | 1             | 3      | 2               | 7 − 12                        |
| EK-kwalificatie   | 4               | 2             | 0      | 2               | 4 − 4                         |
| Vriendschappelijk | 20              | 4             | 2      | 14              | 19 − 42                       |
| Totaal            | 30              | 7             | 5      | 18              | 30 − 58                       |

## Details

### Eerste ontmoeting
| Vriendschappelijk (scheidsrechter Lionel Gibbs, Reykjavik, 24 juli 1947): |              | |
| IJsland | 2 – 4        | Noorwegen |
| Albert Guðmundsson 4' Albert Guðmundsson 38' | goals        | 6' Knut Brynildsen 23' Gunnar Thoresen 29' Gunnar Thoresen |
| Roland Bergström | bondscoach   | Selectiecommissie |
| Hermann Hermannsson Karl Guðmundsson Sigurður Ólafsson Sæmundur Gíslason Birgir Guðjónsson Gunnlaugur Lárusson Ríkharður Jónsson Haukur Óskarsson Albert Guðmundsson Sveinn Helgason Ellert Sölvason                    | opstellingen | Torgeir Torgersen Erik Holmberg Egil Jevanord 20' Egil Lærum Thorbjørn Svenssen Harry Karlsen Odd Sørensen Gunnar Thoresen Bjørn Spydevold Knut Brynildsen Paul Sæthrang |
| | wissels      | 20' Gunnar Hansen |
| - Debuut van Birgir Guðjónsson (KR Reykjavík), Gunnlaugur Lárusson (Víkingur) en Ríkharður Jónsson (Fram Reykjavík) voor IJsland. - Debuut van Gunnar Hansen (Sarpsborg FK) en Odd Sørensen (Sarpsborg) voor Noorwegen. |              | |

### Tweede ontmoeting
| Vriendschappelijk (scheidsrechter Helge Andersen, Trondheim, 26 juli 1951):                                                                                 |              | |
| Noorwegen | 3 – 1        | IJsland |
| Harald Hennum 44' Haukur Bjarnason 81' (e.d.) Ragnar Hvidsten 90'                                                                                           | goals        | 52' Ríkharður Jónsson |
| Selectiecommissie | bondscoach   | Óli Jónsson |
| Tom Blohm Bjørn Spydevold Harry Karlsen Thorleif Olsen Thorbjørn Svenssen Egil Lærum Ragnar Hvidsten Per Bredesen Hans Andersen Harald Hennum Karl Skifjeld | opstellingen | Bergur Bergsson Karl Guðmundsson Haukur Bjarnason Hafsteinn Guðmundsson Einar Halldórsson Sæmundur Gíslason Ólafur Hannesson Ríkharður Jónsson Þórður Þórðarson Bjarni Guðnason Gunnar Guðmannsson |

### Derde ontmoeting
| Vriendschappelijk (scheidsrechter John Erik Andersson, Bergen, 13 augustus 1953):                                                                                 |              | |
| Noorwegen | 3 – 1        | IJsland |
| Kjell Kristiansen 8' Gunnar Dybwad 15' Gunnar Thoresen 23' | goals        | 43' Gunnar Gunnarsson |
| Willibald Hahn | bondscoach   | Franz Köhler |
| Asbjørn Hansen Oddvar Hansen Harry Karlsen Thorleif Olsen Thorbjørn Svenssen Thor Hernes Gunnar Thoresen Harald Hennum Gunnar Dybwad Kjell Kristiansen Leif Olsen | opstellingen | Helgi Daníelsson Karl Guðmundsson Haukur Bjarnason Sveinn Teitsson 46' Sveinn Helgason Gunnar Gunnarsson Guðjón Finnbogason Ríkharður Jónsson Þórður Þórðarson Pétur Georgsson Reynir Þórðarson |
| | wissels      | 46' Guðbjörn Jónsson |
| - Debuut van Guðbjörn Jónsson (KR Reykjavík) voor IJsland. |              | |

### Vierde ontmoeting
| Vriendschappelijk (scheidsrechter Guðjón Einarsson, Reykjavik, 4 juli 1954): |              | |
| IJsland | 1 – 0        | Noorwegen |
| Þórður Þórðarson 29' | goals        | |
| Karl Guðmundsson | bondscoach   | Willibald Hahn |
| Magnús Jónsson Karl Guðmundsson Einar Halldórsson Sveinn Teitsson Dagbjartur Hannesson Guðjón Finnbogason Halldór Sigurbjörnsson Ríkharður Jónsson Þórður Þórðarson Pétur Georgsson Gunnar Gunnarsson | opstellingen | Willy Aronsen Anton Løkkeberg Knut Brogaard Odd Pettersen Edgar Falch Even Hansen John Olsen Ragnar Larsen Gunnar Dybwad Håkon Kindervåg Willy Buer |
| - Debuut van Magnús Jónsson (Fram Reykjavík) en Halldór Sigurbjörnsson (Í.A. Akraness) voor IJsland. - Debuut van Willy Aronsen (Drammens BK), Anton Løkkeberg (Sarpsborg FK), Knut Brogaard (FK Ørn), Odd Pettersen (Sarpsborg FK), Edgar Falch (Viking Stavanger), Even Hansen (Odds BK), John Olsen (Moss FK), Ragnar Larsen (Odds BK), Håkon Kindervåg (Viking Stavanger) en Willy Buer (FC Lyn Oslo) voor Noorwegen. |              | |

### Vijfde ontmoeting
| Vriendschappelijk (scheidsrechter Guðjón Einarsson, Reykjavik, 8 juli 1957): |              | |
| IJsland | 0 – 3        | Noorwegen |
| | goals        | 5' Arne Legernes 40' Kjell Kristiansen 69' Gunnar Dybwad |
| Alexander Wier | bondscoach   | Ron Lewin |
| Helgi Daníelsson Kristinn Gunnlaugsson Jón Leósson Sveinn Teitsson Halldór Halldórsson Guðjón Finnbogason Halldór Sigurbjörnsson Ríkharður Jónsson Þórður Þórðarson Albert Guðmundsson Skúli Níelsen | opstellingen | Asbjørn Hansen Arne Bakker Edgar Falch Arne Legernes Thorbjørn Svenssen Trygve Andersen Bjørn Borgen Gunnar Dybwab Per Kristoffersen Kjell Kristiansen Gunnar Thoresen |
| - Debuut van Skúli Níelsen (Fram Reykjavík) voor IJsland. - Debuut van Trygve Andersen (Årstad IL) voor Noorwegen.                                                                                   |              | |

### Zesde ontmoeting
| Vriendschappelijk (scheidsrechter Gösta Lindberg, Oslo, 9 juni 1960):                                                                                    |              | |
| Noorwegen | 4 – 0        | IJsland |
| Bjørn Borgen 22' Rolf Backe 43' Gunnar Dybwad 81' Ragnar Larsen 84'                                                                                      | goals        | |
| Wilhelm Kment | bondscoach   | Óli Jónsson |
| Sverre Andersen Arne Bakker Ragnar Larsen Arne Natland Thorbjørn Svenssen Arne Legernes 37' Bjørn Borgen Erik Engsmyr Rolf Backe Gunnar Dybwad Axel Berg | opstellingen | Helgi Daníelsson Hreiðar Ársælsson Árni Njálsson Garðar Árnason Rúnar Guðmannsson Sveinn Teitsson Örn Steinsen Sveinn Jónsson Þórólfur Beck Ingvar Elísson Þórður Jónsson |
| Jan Nilsen 37' | wissels      | |
| - Debuut van Jan Nilsen (Lisleby FK) voor Noorwegen. - Debuut van Ingvar Elísson (Í.A. Akraness) voor IJsland.                                           |              | |

### Zevende ontmoeting
| Vriendschappelijk (scheidsrechter William Brittle, Reykjavik, 9 juli 1962): |              | |
| IJsland | 1 – 3        | Noorwegen |
| Ríkharður Jónsson 3' | goals        | 11' Olav Nilsen 31' Arne Pedersen 39' Olav Nilsen                                                                                                  |
| Karl Guðmundsson | bondscoach   | Wilhelm Kment |
| Helgi Daníelsson Árni Njálsson Bjarni Felixson Garðar Árnason Hörður Felixson Sveinn Jónsson Steingrímur Björnsson Ríkharður Jónsson Þórólfur Beck Kári Árnason Sigurþór Jakobsson | opstellingen | Sverre Andersen Erik Hagen Ragnar Larsen Roar Johansen Per Martinsen Trygve Andersen Rolf Backe Arne Pedersen John Krogh Erik Johansen Olav Nilsen |
| - Debuut van Bjarni Felixson (KR Reykjavík) en Sigurþór Jakobsson (KR Reykjavík) voor IJsland.                                                                                     |              | |

### Achtste ontmoeting
| Vriendschappelijk (scheidsrechter Owen McCarthy, Reykjavik, 18 juli 1968): |              | |
| IJsland | 0 – 4        | Noorwegen |
| | goals        | 11' Olav Nilsen 28' Harald Berg 33' Harald Berg 90' Ola Dybwad                                                                               |
| Walter Pfeiffer | bondscoach   | Wilhelm Kment |
| Þorbergur Atlason Jóhannes Atlason Þorsteinn Friðþjófsson Halldór Björnsson Ellert Schram Guðni Kjartansson Reynir Jónsson Þórólfur Beck 9' Hermann Gunnarsson Eyleifur Hafsteinsson Elmar Geirsson | opstellingen | Inge Thun Jan Rodvang Thor Spydevold Nils Arne Eggen Arild Mathisen Trygve Bornø Olav Nilsen Ola Dybwad Harald Berg Odd Iversen Harald Sunde |
| Magnús Jónatansson 9' | wissels      | |
| - Debuut van Halldór Björnsson (KR Reykjavík) voor IJsland. - Debuut van Jan Rodvang (FC Lyn Oslo) en Thor Spydevold (Fredrikstad BK) voor Noorwegen.                                               |              | |

### Negende ontmoeting
| Vriendschappelijk (scheidsrechter Curt Liedberg, Trondheim, 21 juli 1969):                                                                                      |              | |
| Noorwegen | 2 – 1        | IJsland |
| Odd Iversen 6' Olav Nilsen 37' | goals        | 82' Ellert Schram |
| Walter Pfeiffer | bondscoach   | Wilhelm Kment |
| Kjell Kaspersen Arild Mathisen Nils Arne Eggen Thor Spydevold Sigbjørn Slinning Trygve Bornø Svein Kvia 46' Harry Hestad 70' Odd Iversen Ola Dybwad Olav Nilsen | opstellingen | Sigurður Dagsson Jóhannes Atlason Þorsteinn Friðþjófsson Guðni Kjartansson Ellert Schram Halldór Björnsson Matthías Hallgrímsson Eyleifur Hafsteinsson Hermann Gunnarsson 80' Þórólfur Beck 80' Reynir Jónsson |
| Jan Christiansen 46' Erik Johansen 70' | wissels      | 80' Björn Lárusson 80' Hreinn Elliðason |
| - Debuut van Jan Christiansen (Rosenborg BK) voor Noorwegen. |              | |

### Tiende ontmoeting
| Vriendschappelijk (scheidsrechter Tiny Wharton, Reykjavik, 20 juli 1970): |              | |
| IJsland | 2 – 0        | Noorwegen |
| Hermann Gunnarsson 61' Hermann Gunnarsson 63' | goals        | |
| Ríkharður Jónsson | bondscoach   | Øivind Johannessen |
| Þorbergur Atlason Jóhannes Atlason Einar Gunnarsson Guðni Kjartansson Ellert Schram Haraldur Sturlaugsson Matthías Hallgrímsson Eyleifur Hafsteinsson Hermann Gunnarsson Ásgeir Elíasson Guðjón Guðmundsson | opstellingen | Per Haftorsen Per Pettersen Finn Thorsen Tor Alsaker-Nøstdahl Robert Nilsson Trygve Bornø Dag Navestad Egil Olsen Steinar Pettersen Jan Fuglset Egil Olsen |
| Kári Árnason | wissels      | Bjørn Rime Svein Kvia |
| - Debuut van Bjørn Rime (Rosenborg BK), Robert Nilsson (Fredrikstad FK), Dag Navestad (Sarpsborg FK) en Egil Olsen (Strømsgodset IF) voor Noorwegen.                                                        |              | |

### Elfde ontmoeting
| Vriendschappelijk (scheidsrechter Ove Dahlberg, Bergen, 26 mei 1971): |              | |
| Noorwegen | 3 – 1        | IJsland |
| Arnfinn Espeseth 21' Jan Fuglset 27' Jan Fuglset 34' | goals        | 5' Hermann Gunnarsson |
| Øivind Johannessen | bondscoach   | Ríkharður Jónsson |
| Per Haftorsen Per Pettersen Finn Thorsen Frank Olafsen Sigbjørn Slinning Tor Johansen Tor Wæhler Olav Nilsen Jan Fuglset 87' Arnfinn Espeseth Tom Lund                     | opstellingen | Þorbergur Atlason Jóhannes Atlason Þröstur Stefánsson Guðni Kjartansson Marteinn Geirsson Haraldur Sturlaugsson Matthías Hallgrímsson 84' Eyleifur Hafsteinsson Hermann Gunnarsson Guðgeir Leifsson 65' Ásgeir Elíasson |
| Trygve Bornø Ola Dybwad 87' | wissels      | 65' Ingi Albertsson 84' Jóhannes Eðvaldsson |
| - Debuut van Tor Johansen (Skeid Fotball), Tor Wæhler (SK Frigg) en Tom Lund (Lillestrøm SK) voor Noorwegen. - Debuut van Marteinn Geirsson (Fram Reykjavík) voor IJsland. |              | |

### Twaalfde ontmoeting
| WK 1974 kwalificatie (scheidsrechter Wolfgang Riedel, Stavanger, 3 augustus 1972):                                                                    |              | |
| Noorwegen | 4 – 1        | IJsland |
| Jan Fuglset 55' (pen.) Tom Lund 57' Harry Hestad 83' Tor Johansen 87'                                                                                 | goals        | 90' Örn Óskarsson |
| George Curtis | bondscoach   | Eggert Jóhannesson |
| Geir Karlsen Erling Meirik Per Pettersen Thor Spydevold Sigbjørn Slinning Jan Christiansen Tor Johansen Harald Berg Jan Fuglset Harry Hestad Tom Lund | opstellingen | Þorbergur Atlason Einar Gunnarsson Ólafur Sigurvinsson Marteinn Geirsson Guðni Kjartansson Guðgeir Leifsson Ásgeir Elíasson 65' Eyleifur Hafsteinsson Ásgeir Sigurvinsson Örn Óskarsson Teitur Þórðarson |
| | wissels      | 65' Þórir Jónsson |
| | gele kaarten | Örn Óskarsson |
| - Debuut van Örn Óskarsson (ÍBV) voor IJsland. - Eerste ontmoeting tussen IJsland en Noorwegen in competitief verband.                                |              | |

### Dertiende ontmoeting
| WK 1974 kwalificatie (scheidsrechter Ove Dahlberg, Reykjavik, 2 augustus 1973): |              | |
| IJsland | 0 – 4        | Noorwegen |
| | goals        | 40' Harald Sunde 55' Tor Johansen 80' Per Pettersen 87' Tor Johansen                                                                          |
| Anthony Knapp | bondscoach   | George Curtis |
| Þorsteinn Ólafsson Ólafur Sigurvinsson Ástráður Gunnarsson Einar Gunnarsson Guðni Kjartansson Marteinn Geirsson Gísli Torfason Guðgeir Leifsson 65' Ólafur Júlíusson 46' Matthías Hallgrímsson Ásgeir Sigurvinsson | opstellingen | Geir Karlsen Helge Karlsen Jan Birkelund Frank Olafsen Jan Hovdan Svein Kvia Per Pettersen Tor Johansen Harald Sunde 15' Odd Iversen Tom Lund |
| Elmar Geirsson 46' Ásgeir Elíasson 65' | wissels      | 15' Harry Hestad |

### Veertiende ontmoeting
| Vriendschappelijk (scheidsrechter Klaus Ohmsen, Oslo, 19 mei 1976):                                                                                   |              | |
| Noorwegen | 0 – 1        | IJsland |
| | goals        | 55' Ásgeir Sigurvinsson |
| Nils Arne Eggen Kjell Schou-Andreassen | bondscoach   | Anthony Knapp |
| Tom Jacobsen Helge Karlsen Ole Olsen Jan Birkelund Sigbjørn Slinning Tor Johansen Svein Kvia Bjørn Tronstad Tom Lund Pål Jacobsen Gabriel Høyland 46' | opstellingen | Sigurður Dagsson Ólafur Sigurvinsson Jón Pétursson Jóhannes Eðvaldsson Marteinn Geirsson Guðgeir Leifsson Gísli Torfason 80' Ásgeir Sigurvinsson Árni Sveinsson 80' Teitur Þórðarson Matthías Hallgrímsson |
| Helge Skuseth 46' | wissels      | 80' Ólafur Júlíusson 80' Óskar Tómasson |
| - Debuut van Ole Olsen (Mjøndalen IF) en Bjørn Tronstad (SK Brann) voor Noorwegen (enige interland).                                                  |              | |

### Vijftiende ontmoeting
| Vriendschappelijk (scheidsrechter David Syme, Reykjavik, 30 juni 1977): |              | |
| IJsland | 2 – 1        | Noorwegen |
| Ingi Albertsson 33' Teitur Þórðarson 36' | goals        | 78' Odd Iversen |
| Anthony Knapp | bondscoach   | Nils Arne Eggen Kjell Schou-Andreassen |
| Sigurður Dagsson Ólafur Sigurvinsson Janus Guðlaugsson Marteinn Geirsson Jóhannes Eðvaldsson Gísli Torfason Guðgeir Leifsson 82' Atli Eðvaldsson Matthías Hallgrímsson 84' Teitur Þórðarson Ingi Albertsson | opstellingen | Jan Olsen Tore Kordahl Helge Karlsen Svein Grøndalen Einar Aas Trond Pedersen Stein Thunberg Tom Jacobsen Rune Ottesen Pål Jacobsen Odd Iversen |
| Hörður Hilmarsson 82' Árni Sveinsson 84' | wissels      | |
| - Debuut van Einar Aas (Moss FK) voor Noorwegen. |              | |

### Zestiende ontmoeting
| Vriendschappelijk (scheidsrechter Ole Amundsen, Oslo, 14 juli 1980):                                                                                         |              | |
| Noorwegen | 3 – 1        | IJsland |
| Stein Kollshaugen 36' Pål Jacobsen 66' Arne Erlandsen 85' | goals        | 90' Sigurlás Þorleifsson |
| Tor Røste Fossen | bondscoach   | Guðni Kjartansson |
| Tom Jacobsen Trond Pedersen Tore Kordahl Morten Vinje Svein Grøndalen Rune Ottesen Arne Erlandsen Arne Dokken Pål Jacobsen Stein Kollshaugen Gabriel Høyland | opstellingen | Þorsteinn Ólafsson Örn Óskarsson Sigurður Halldórsson Marteinn Geirsson Trausti Haraldsson Magnús Bergs Albert Guðmundsson Guðmundur Þorbjörnsson 60' Árni Sveinsson Pétur Ormslev Sigurlás Þorleifsson |
| | wissels      | 60' Sigurður Grétarsson |
| | gele kaarten | Örn Óskarsson |
| - Debuut van Sigurður Grétarsson (Breiðablik Kópavogur) voor IJsland.                                                                                        |              | |

### Zeventiende ontmoeting
| Vriendschappelijk (scheidsrechter Alan Ferguson, Reykjavik, 20 juni 1984): |              | |
| IJsland | 0 – 1        | Noorwegen |
| | goals        | 79' Egil Johansen |
| Anthony Knapp | bondscoach   | Tor Røste Fossen |
| Þorsteinn Bjarnason 46' Þorgrímur Þráinsson Sigurður Halldórsson 78' Ólafur Björnsson Kristján Jónsson 73' Janus Guðlaugsson Guðmundur Þorbjörnsson 88' Pétur Ormslev Karl Þórðarson 73' Ragnar Margeirsson Sigurður Grétarsson | opstellingen | Erik Thorstvedt Knut Eggen Terje Kojedal Trond Sirevåg Svein Grøndalen Per-Egil Ahlsen Tom Sundby Vidar Davidsen Sverre Brandhaug Arne Dokken 65' Joar Vaadal |
| Bjarni Sigurðsson 46' Trausti Haraldsson 73' Páll Ólafsson 73' Erlingur Kristjánsson 78' Ómar Torfason 88' | wissels      | 65' Egil Johansen |
| - Debuut van Kristján Jónsson (Þróttur Reykjavík) voor IJsland. - Debuut van Knut Eggen (Rosenborg BK), Trond Sirevåg (Bryne FK), Joar Vaadal (Lillestrøm SK) en Egil Johansen (Vålerengens IF) voor Noorwegen.                 |              | |

### Achttiende ontmoeting
| EK 1988 kwalificatie (scheidsrechter Wilfred Wallace, Reykjavik, 9 september 1987): |              | |
| IJsland | 2 – 1        | Noorwegen |
| Pétur Pétursson 21' Pétur Ormslev 59' | goals        | 11' Jørn Andersen |
| Sigfried Held | bondscoach   | Tord Grip |
| Bjarni Sigurðsson Atli Eðvaldsson Gunnar Gíslason Sævar Jónsson Ólafur Þórðarson Sigurður Jónsson Viðar Þorkelsson Ragnar Margeirsson 78' Pétur Ormslev Guðmundur Torfason Pétur Pétursson | opstellingen | Erik Thorstvedt Hans Henriksen Terje Kojedal Trond Sollied Per Mordt 78' Erik Soler 75' Vegard Skogheim Kjetil Osvold Jørn Andersen Børre Meinseth Kai Herlovsen |
| Pétur Arnþórsson 78' | wissels      | 75' Arne Erlandsen 78' Jan Fjærestad |
| Sigurður Jónsson 37' | gele kaarten | |

### Negentiende ontmoeting
| EK 1988 kwalificatie (scheidsrechter Håkan Lundgren, Oslo, 23 september 1987):                                                                              |              | |
| Noorwegen | 0 – 1        | IJsland |
| | goals        | 30' Atli Eðvaldsson |
| Tord Grip | bondscoach   | Sigfried Held |
| Erik Thorstvedt Hans Henriksen Rune Bratseth Anders Giske Per Mordt Erik Soler Kai Herlovsen Tom Sundby 77' Kjetil Osvold Jørn Andersen Vegard Skogheim 46' | opstellingen | Bjarni Sigurðsson Atli Eðvaldsson Guðni Bergsson Sævar Jónsson Ólafur Þórðarson Gunnar Gíslason Viðar Þorkelsson Pétur Arnþórsson Ragnar Margeirsson 75' Lárus Guðmundsson Guðmundur Torfason |
| Ulrich Møller 46' Jan Berg 77' | wissels      | 75' Halldór Áskelsson |
| | rode kaarten | 39', 88' Pétur Arnþórsson |
| - Debuut van Ulrich Møller (Molde FK) voor Noorwegen. |              | |

### Twintigste ontmoeting
| Vriendschappelijk (scheidsrechter Richard O'Hanlon, Reykjavik, 20 juli 1997): |              | |
| IJsland | 0 – 1        | Noorwegen |
| | goals        | 74' Jostein Flo |
| Guðjón Þórðarson | bondscoach   | Egil Olsen |
| Kristján Finnbogason 60' Lárus Sigurðsson 80' Guðni Bergsson Eyjólfur Sverrisson Hermann Hreiðarsson Rúnar Kristinsson 75' Brynjar Gunnarsson Þórður Guðjónsson Sigurður Jónsson 40' Einar Daníelsson Arnór Guðjohnsen | opstellingen | Frode Grodås Gunnar Halle Dan Eggen Tore Pedersen Stig Inge Bjørnebye 46' Petter Rudi Erik Mykland Kjetil Rekdal Øyvind Leonhardsen Frank Strandli 66' Tore André Flo |
| Sverrir Sverrisson 40' Ólafur Gottskálksson 60' Helgi Sigurðsson 75' Sigurður Jónsson 80' | wissels      | 46' Jostein Flo 66' Egil Østenstad |
| Eyjólfur Sverrisson Hermann Hreiðarsson Sigurður Jónsson | gele kaarten | Erik Mykland Kjetil Rekdal Øyvind Leonhardsen |
| - Debuut van Sigurður Jónsson (KR Reykjavík) voor IJsland. |              | |

### 21ste ontmoeting
| Noords kampioenschap (scheidsrechter Nicolai Vollquartz, La Manga del Mar Menor, 31 januari 2000): |              | |
| IJsland | 0 – 0        | Noorwegen |
| | goals        | |
| Atli Eðvaldsson | bondscoach   | Nils Johan Semb |
| Árni Arason Auðun Helgason Pétur Marteinsson Hermann Hreiðarsson Indriði Sigurðsson 55' Sigurður Jónsson Helgi Kolviðsson Rúnar Kristinsson Tryggvi Guðmundsson 46' Ríkharður Daðason 74' Heiðar Helguson 46' | opstellingen | Espen Baardsen Trond Andersen Henning Berg Claus Lundekvam Vidar Riseth Jan Derek Sørensen Ørjan Berg Ståle Solbakken 81' John Arne Riise 80' Ole Martin Årst 73' John Carew |
| Einar Daníelsson 46' Þórhallur Hinriksson 46' Bjarni Þorsteinsson 55' Sigþór Júlíusson 74' | wissels      | 73' Andreas Lund 80' Jostein Flo 81' Roar Strand |
| Einar Daníelsson | gele kaarten | |
| - Debuut van Indriði Sigurðsson (Lillestrøm SK), Bjarni Þorsteinsson (KR Reykjavík), Sigþór Júlíusson (KR Reykjavík) en Þórhallur Hinriksson (KR Reykjavík) voor IJsland. - Debuut van John Arne Riise (AS Monaco) en Ole Martin Årst (KAA Gent) voor Noorwegen. - Interlanddebuut van de Deense scheidsrechter Nicolai Vollquartz. |              | |

### 22ste ontmoeting
| Vriendschappelijk (scheidsrechter Ceri Richards, Bodø, 22 mei 2002): |              | |
| Noorwegen | 1 – 1        | IJsland |
| Ole Gunnar Solskjær 60' | goals        | 5' Joey Guðjónsson |
| Nils Johan Semb | bondscoach   | Atli Eðvaldsson |
| Thomas Myhre André Bergdølmo Henning Berg Ronny Johnsen John Arne Riise Jo Tessem 46' Martin Andresen 80' Trond Andersen Øyvind Leonhardsen Ole Gunnar Solskjær Steffen Iversen | opstellingen | Árni Arason Gylfi Einarsson Arnar Viðarsson Bjarni Þorsteinsson Ívar Ingimarsson 75' Rúnar Kristinsson 80' Indriði Sigurðsson Ólafur Stígsson 58' Heiðar Helguson Joey Guðjónsson 83' Marel Baldvinsson |
| Sigurd Rushfeldt 46' Bengt Sæternes 80' | wissels      | 58' Ólafur Bjarnason 75' Jóhann Guðmundsson 80' Tryggvi Guðmundsson 83' Sævar Gíslason |
| Ronny Johnsen 58' Henning Berg 90' | gele kaarten | 72' Gylfi Einarsson |
| - Debuut van Bengt Sæternes (FK Bodø/Glimt) voor Noorwegen. |              | |

### 23ste ontmoeting
| WK 2010 kwalificatie (scheidsrechter Alon Yefet, Oslo, 6 september 2008): |              | |
| Noorwegen | 2 – 2        | IJsland |
| Steffen Iversen 36' (pen.) Steffen Iversen 50' | goals        | 39' Heiðar Helguson 69' Eiður Guðjohnsen |
| Åge Hareide | bondscoach   | Ólafur Johannessen |
| Rune Jarstein Tom Høgli Tore Reginiussen Brede Hangeland John Arne Riise Per Ciljan Skjelbred 70' Martin Andresen Fredrik Winsnes Steffen Iversen Thorstein Helstad John Carew 65' | opstellingen | Kjartan Sturluson Birkir Sævarsson Bjarni Eiríksson Kristján Sigurðsson 68' Aron Gunnarsson Grétar Steinsson Hermann Hreiðarsson Stefán Gíslason Eiður Guðjohnsen 85' Heiðar Helguson 74' Emil Hallfreðsson |
| Morten Gamst Pedersen 65' Christian Grindheim 70' | wissels      | 68' Pálmi Pálmason 74' Guðmundur Steinarsson 85' Veigar Gunnarsson |
| | gele kaarten | 35' Grétar Steinsson 55' Stefán Gíslason 90' Hermann Hreiðarsson |

### 24ste ontmoeting
| WK 2010 kwalificatie (scheidsrechter Alexandru Tudor, Reykjavik, 5 september 2009): |              | |
| IJsland | 1 – 1        | Noorwegen |
| Eiður Guðjohnsen 29' | goals        | 11' John Arne Riise |
| Ólafur Johannessen | bondscoach   | Egil Olsen |
| Gunnleifur Gunnleifsson Sölvi Ottesen 90' Indriði Sigurðsson Grétar Steinsson Aron Gunnarsson 80' Brynjar Gunnarsson Rúrik Gíslason Eiður Guðjohnsen Heiðar Helguson Emil Hallfreðsson 88' Kristján Sigurðsson | opstellingen | Jon Knudsen Tom Høgli Kjetil Wæhler Brede Hangeland John Arne Riise 87' Morten Moldskred Christian Grindheim 46' Magne Hoseth Morten Gamst Pedersen 78' Erik Huseklepp John Carew |
| Stefán Gíslason 80' Veigar Gunnarsson 88' Ragnar Sigurðsson 90' | wissels      | 46' Simen Brenne 78' Bjørn Helge Riise 87' Thorstein Helstad |
| Emil Hallfreðsson 75' Indriði Sigurðsson 79' Heiðar Helguson 83' | gele kaarten | 86' Kjetil Wæhler |
| - Debuut van Morten Moldskred (Tromsø IL) voor Noorwegen. |              | |

### 25ste ontmoeting
| EK 2012 kwalificatie (scheidsrechter Luca Banti, Oslo, 3 september 2010): |              | |
| IJsland | 1 – 2        | Noorwegen |
| Heiðar Helguson 38' | goals        | 58' Brede Hangeland 75' Mohammed Abdellaoue |
| Ólafur Johannessen | bondscoach   | Egil Olsen |
| Gunnleifur Gunnleifsson Sölvi Ottesen Kristján Sigurðsson Indriði Sigurðsson Grétar Steinsson 76' Jóhann Guðmundsson 87' Veigar Gunnarsson 76' Heiðar Helguson Eggert Jónsson Aron Gunnarsson Gylfi Sigurðsson | opstellingen | Jon Knudsen Tom Høgli Kjetil Wæhler Brede Hangeland John Arne Riise 76' Erik Huseklepp 57' Bjørn Helge Riise Henning Hauger Christian Grindheim Morten Gamst Pedersen 88' Mohammed Abdellaoue |
| Birkir Bjarnason 76' Arnór Aðalsteinsson 76' Rúrik Gíslason 87' | wissels      | 57' Steffen Iversen 76' Espen Ruud 88' Jan Gunnar Solli |
| Veigar Gunnarsson 32' | gele kaarten | 83' Brede Hangeland |

### 26ste ontmoeting
| EK 2012 kwalificatie (scheidsrechter Ovidiu Haţegan, Oslo, 2 september 2011): |              | |
| Noorwegen | 1 – 0        | IJsland |
| Mohammed Abdellaoue 88' (pen.) | goals        | |
| Egil Olsen | bondscoach   | Ólafur Johannessen |
| Rune Jarstein Tom Høgli Kjetil Wæhler Brede Hangeland Henning Hauger Mohammed Abdellaoue Espen Ruud Alexander Tettey Christian Grindheim 80' Erik Huseklepp 87' Jonathan Parr 68' | opstellingen | Stefán Magnússon Sölvi Ottesen Birkir Sævarsson Indriði Sigurðsson Eggert Jónsson 80' Jóhann Guðmundsson 90' Helgi Daníelsson Eiður Guðjohnsen 78' Kolbeinn Sigþórsson Hjörtur Valgarðsson Rúrik Gíslason |
| Daniel Braaten 68' John Carew 80' Simen Brenne 87' | wissels      | 78' Veigar Gunnarsson 80' Steinþór Þorsteinsson 90' Birkir Bjarnason |
| Daniel Braaten 73' | gele kaarten | 27' Rúrik Gíslason 66' Indriði Sigurðsson 79' Stefán Magnússon |

### 27ste ontmoeting
| WK 2014 kwalificatie (scheidsrechter Anthony Gautier, Reykjavik, 7 september 2012): |              | |
| IJsland | 2 – 0        | Noorwegen |
| Kári Árnason 21' Alfreð Finnbogason 81' | goals        | |
| Lars Lagerbäck | bondscoach   | Egil Olsen |
| Hannes Halldórsson Grétar Steinsson Birkir Bjarnason Gylfi Sigurðsson Rúrik Gíslason 73' Bjarni Eiríksson Kári Árnason 50' Helgi Daníelsson Ragnar Sigurðsson Aron Gunnarsson Emil Hallfreðsson 90+1' | opstellingen | Espen Bugge Pettersen Kjetil Wæhler Brede Hangeland John Arne Riise Håvard Nordtveit 67' Mohammed Abdellaoue Tarik Elyounoussi 90' Bjørn Helge Riise Espen Ruud Magnus Wolff Eikrem 67' Daniel Braaten |
| Sölvi Ottesen 50' Alfreð Finnbogason 73' Eggert Jónsson 90+1' | wissels      | 67' Joshua King 67' Alexander Søderlund 90' Markus Henriksen |
| Aron Gunnarsson 29' | gele kaarten | 67' Markus Henriksen |
| - Debuut van Joshua King (Manchester United) voor Noorwegen. |              | |

### 28ste ontmoeting
| WK 2014 kwalificatie (scheidsrechter Anthony Gautier, Oslo, 15 oktober 2013): |              | |
| Noorwegen | 1 – 1        | IJsland |
| Daniel Braaten 30' | goals        | 12' Kolbeinn Sigþórsson |
| Per-Mathias Høgmo | bondscoach   | Lars Lagerbäck |
| Rune Jarstein Tom Høgli Tore Reginiussen Brede Hangeland Ola Kamara 55' Tarik Elyounoussi Alexander Tettey Per Ciljan Skjelbred 86' Omar Elabdellaoui Stefan Johansen Daniel Braaten 74' | opstellingen | Hannes Halldórsson Birkir Sævarsson Ragnar Sigurðsson 90+2' Jóhann Guðmundsson Kolbeinn Sigþórsson Birkir Bjarnason Gylfi Sigurðsson Kári Árnason Aron Gunnarsson 59' Eiður Guðjohnsen Ari Skúlason |
| Valon Berisha 55' Mohammed Abdellaoue 74' Frode Johnsen 86' | wissels      | 59' Alfreð Finnbogason 90+2' Rúrik Gíslason |
| | gele kaarten | 38' Birkir Sævarsson |

### 29ste ontmoeting
| Vriendschappelijk (scheidsrechter Kevin Clancy, Oslo, 1 juni 2016): |              | |
| Noorwegen | 3 – 2        | IJsland |
| Stefan Johansen 1' Pål André Helland 41' Alexander Sørloth 67' | goals        | 36' Sverrir Ingi Ingason 81' (pen.) Gylfi Sigurðsson |
| Per-Mathias Høgmo | bondscoach   | Lars Lagerbäck en Heimir Hallgrímsson |
| Ørjan Nyland Vegard Forren Even Hovland Jonas Svensson Haitam Aleesami Stefan Johansen 82' Markus Henriksen Ole Selnæs Pål André Helland 53' Joshua King 53' Adama Diomande 72' | opstellingen | 46' Ögmundur Kristinsson Ragnar Sigurðsson 62' Haukur Hauksson Hörður Magnússon Sverrir Ingi Ingason 46' Emil Hallfreðsson 82' Aron Gunnarsson Jóhann Guðmundsson Gylfi Sigurðsson 62' Alfreð Finnbogason 46' Jón Böðvarsson |
| Martin Samuelsen 53' Alexander Sørloth 53' Iver Fossum 72' Ruben Yttergård Jenssen 82'                                                                                          | wissels      | 46' Ingvar Jónsson 46' Birkir Bjarnason 46' Eiður Guðjohnsen 62' Kolbeinn Sigþórsson 62' Teddy Bjarnason 82' Rúnar Sigurjónsson                                                                                              |
| Joshua King 45+3' | gele kaarten | |
| - Debuut van Jonas Svensson (Rosenborg BK) en Martin Samuelsen (West Ham United) voor Noorwegen.                                                                                |              | |

### 30ste ontmoeting
| Vriendschappelijk (scheidsrechter Jonas Eriksson, Reykjavik, 2 juni 2018): |              | |
| IJsland | 2 – 3        | Noorwegen |
| Alfreð Finnbogason 30' (pen.) Gylfi Sigurðsson 78' | goals        | 15' Bjørn Johnsen 80' Joshua King 85' Alexander Sørloth |
| Heimir Hallgrímsson | bondscoach   | Lars Lagerbäck |
| Frederik Schram Ragnar Sigurðsson 46' Birkir Sævarsson Hörður Magnússon Birkir Bjarnason 88' Kári Árnason Emil Hallfreðsson 83' Jóhann Guðmundsson Rúrik Gíslason 64' Alfreð Finnbogason 46' Jón Böðvarsson 63' | opstellingen | Rune Jarstein Håvard Nordtveit Martin Linnes Jonas Svensson Kristoffer Ajer 71' Tarik Elyounoussi Stefan Johansen Markus Henriksen Iver Fossum 46' Sander Berge 71' Bjørn Johnsen |
| Sverrir Ingi Ingason 46' Björn Sigurðarson 46' Gylfi Sigurðsson 63' Ari Skúlason 64' Samúel Friðjónsson 83' Albert Guðmundsson 88'                                                                              | wissels      | 46' Ole Selnæs 71' Joshua King 71' Alexander Sørloth |
| Kári Árnason 73' | gele kaarten | 8' Jonas Svensson |

KSÍ · A-internationals · Bondscoaches · Statistieken · IJslands vrouwenelftal · Olympisch elftal · IJsland U21 · IJsland U20 · IJsland U19 · IJsland U18 · IJsland U17 · IJsland U16 · Vrouwen U17
1946 – 1949 · 1950 – 1959 · 1960 – 1969 · 1970 – 1979 · 1980 – 1989 · 1990 – 1999 · 2000 – 2009 · 2010 – 2019 · 2020 − 2029
EK 2016
WK 2018
1946 · 1947 · 1948 · 1949 · 1950 · 1951 · 1952 · 1953 · 1954 · 1955 · 1956 · 1957 · 1958 · 1959 · 1960 · 1961 · 1962 · 1963 · 1964 · 1965 · 1966 · 1967 · 1968 · 1969 · 1970 · 1971 · 1972 · 1973 · 1974 · 1975 · 1976 · 1977 · 1978 · 1979 · 1980 · 1981 · 1982 · 1983 · 1984 · 1985 · 1986 · 1987 · 1988 · 1989 · 1990 · 1991 · 1992 · 1993 · 1994 · 1995 · 1996 · 1997 · 1998 · 1999 · 2000 · 2001 · 2002 · 2003 · 2004 · 2005 · 2006 · 2007 · 2008 · 2009 · 2010 · 2011 · 2012 · 2013 · 2014 · 2015 · 2016 · 2017 · 2018 · 2019 · 2020 · 2021 · 2022 · 2023 · 2024
Albanië ·
Andorra ·
Argentinië ·
Armenië ·
Azerbeidzjan ·
Bahrein ·
België ·
Bermuda ·
Bolivia ·
Bosnië en Herzegovina ·
Brazilië ·
Bulgarije ·
Canada ·
Chili ·
China ·
Cyprus ·
Denemarken ·
DDR ·
Duitsland ·
El Salvador ·
Engeland ·
Estland ·
Faeröer ·
Finland ·
Frankrijk ·
Georgië ·
Ghana ·
Griekenland ·
Guatemala ·
Honduras ·
Hongarije ·
Ierland ·
India ·
Iran ·
Israël ·
Italië ·
Japan ·
Kazachstan ·
Koeweit ·
Kosovo ·
Kroatië ·
Letland ·
Liechtenstein ·
Litouwen ·
Luxemburg ·
Malta ·
Mexico ·
Moldavië ·
Montenegro ·
Nederland ·
Nigeria ·
Noord-Ierland ·
Noord-Macedonië ·
Noorwegen ·
Oeganda ·
Oekraïne ·
Oostenrijk ·
Peru · 
Polen ·
Portugal ·
Qatar ·
Roemenië ·
Rusland ·
San Marino ·
Saoedi-Arabië ·
Schotland ·
Slovenië ·
Slowakije ·
Sovjet-Unie ·
Spanje ·
Trinidad en Tobago ·
Tsjechië ·
Tsjecho-Slowakije ·
Tunesië ·
Turkije ·
Venezuela ·
Verenigde Arabische Emiraten ·
Verenigde Staten ·
Wales ·
Wit-Rusland ·
Zuid-Afrika ·
Zuid-Korea ·
Zweden ·
Zwitserland
Argentinië (2018) ·
Engeland (2016) · 
Hongarije (2016) ·
Kroatië (2018) ·
Nigeria (2018) · 
Portugal (2016)
NFF · A-internationals · Selecties · Bondscoaches · Noors vrouwenelftal · Olympisch elftal · Noorwegen U21 · Noorwegen U20 · Noorwegen U19 · Noorwegen U18 · Noorwegen U17 · Noorwegen U16 · Vrouwen U17
1908 – 1919 ·
1920 – 1929 ·
1930 – 1939 ·
1940 – 1949 ·
1950 – 1959 ·
1960 – 1969 ·
1970 – 1979 ·
1980 – 1989 ·
1990 – 1999 ·
2000 – 2009 ·
2010 – 2019 ·
2020 − 2029
EK 2000
WK 1938 ·
WK 1994 ·
WK 1998
OS 1912 · 
OS 1920 · 
OS 1936 · 
OS 1952 · 
OS 1984
1908 ·
1909 ·
1910 ·
1911 ·
1912 · 
1913 · 
1914 · 
1915 · 
1916 · 
1917 · 
1918 · 
1919 · 
1920 · 
1921 · 
1922 · 
1923 · 
1924 · 
1925 · 
1926 · 
1927 · 
1928 · 
1929 · 
1930 · 
1931 · 
1932 · 
1933 · 
1934 · 
1935 · 
1936 · 
1937 · 
1938 · 
1939 · 
1940 – 1944 · 
1945 · 
1946 · 
1947 · 
1948 · 
1949 · 
1950 · 
1952 · 
1952 · 
1953 · 
1954 · 
1955 · 
1956 · 
1957 · 
1958 · 
1959 · 
1960 · 
1961 · 
1962 · 
1963 · 
1964 · 
1965 · 
1966 · 
1967 · 
1968 · 
1969 · 
1970 · 
1971 · 
1972 · 
1973 · 
1974 · 
1975 · 
1976 · 
1977 · 
1978 · 
1979 · 
1980 · 
1981 · 
1982 · 
1983 · 
1984 · 
1985 · 
1986 · 
1987 · 
1988 · 
1989 · 
1990 ·
1991 · 
1992 · 
1993 · 
1994 · 
1995 · 
1996 · 
1997 · 
1998 · 
1999 · 
2000 · 
2001 · 
2002 · 
2003 · 
2004 · 
2005 · 
2006 · 
2007 · 
2008 · 
2009 · 
2010 · 
2011 · 
2012 · 
2013 · 
2014 · 
2015 · 
2016 · 
2017 · 
2018 ·
2019 ·
2020 ·
2021 ·
2022 ·
2023 ·
2024
Albanië ·
Argentinië ·
Armenië ·
Australië ·
Azerbeidzjan ·
Bahrein ·
België ·
Bermuda ·
Bosnië en Herzegovina ·
Brazilië ·
Bulgarije ·
China ·
Colombia ·
Costa Rica ·
Cyprus ·
Denemarken ·
DDR ·
Duitsland ·
Egypte ·
Engeland ·
Estland ·
Faeröer ·
Finland ·
Frankrijk ·
Georgië ·
Ghana ·
Gibraltar ·
Grenada ·
Griekenland ·
Guatemala ·
Honduras ·
Hongarije ·
Hongkong ·
Ierland ·
IJsland ·
Israël ·
Italië ·
Jamaica ·
Japan ·
Joegoslavië ·
Jordanië ·
Kameroen ·
Kazachstan ·
Koeweit ·
Kosovo ·
Kroatië ·
Letland ·
Litouwen ·
Luxemburg ·
Malta ·
Marokko ·
Mexico ·
Moldavië ·
Montenegro ·
Nederland ·
Nieuw-Zeeland ·
Nigeria ·
Noord-Ierland ·
Noord-Korea ·
Noord-Macedonië ·
Oekraïne ·
Oman ·
Oostenrijk ·
Panama ·
Paraguay ·
Polen ·
Portugal ·
Qatar ·
Roemenië ·
Rusland ·
Saarland ·
San Marino ·
Saoedi-Arabië ·
Schotland ·
Senegal ·
Servië ·
Servië en Montenegro ·
Singapore ·
Slovenië ·
Slowakije ·
Sovjet-Unie ·
Spanje ·
Thailand ·
Trinidad en Tobago ·
Tsjechië ·
Tsjecho-Slowakije ·
Tunesië ·
Turkije ·
Uruguay ·
Verenigde Arabische Emiraten ·
Verenigde Staten ·
Verenigd Koninkrijk ·
Wales ·
Wit-Rusland ·
Zuid-Afrika ·
Zuid-Korea ·
Zweden ·
Zwitserland